# 蒋逸文
蒋逸文（1963年10月27日—），男，美籍华裔小提琴家、作曲家。

## 主要经历
1969年随父亲蒋雄达学习小提琴演奏；1976年入学中央音乐学院附属中学，1978年升入中央音乐学院；1985年本科毕业，并前往美国留学深造；1994年在罗格斯大学获得硕士学位。除了以独奏家的身份参赛、巡演外，1994年-2020年蒋逸文加入上海四重奏，担任第二小提琴手。
蒋逸文还是一个作曲家。2002年11月上海四重奏发行了专辑《中国歌曲集》，这张有24首曲目的专辑是蒋逸文中国民歌的改编曲集锦。此外蒋逸文还改编了多首弦乐四重奏和其他室内乐作品。

## 争议事件
2020年3月，小提琴家刘韵杰在微信朋友圈里转发了一个YouTube上的自媒体视频，是时“中国国家防火墙”已连续屏蔽YouTube长达十余年。蒋逸文对刘韵杰上述朋友圈内容点赞，并留言称“据说墙内的🐷们看不了”。
蒋逸文的这条留言被人截图、举报，并立即引起了中国大陆媒体的广泛报道。例如北京日报报业集团连续发表多篇报道，称蒋逸文上述言论是“有关疫情的不当言论”，斥责蒋逸文为“吃饭砸锅党”，还制作视频“转述”网友的评论称“这哥俩连人都做不好，就别去污染艺术了”。3月18日凌晨，天津茱莉亚学院、上海四重奏均紧急发表声明，谴责蒋逸文的言论，并將其解聘。新泽西的一所大学也將其辭退。
2020年9月，蒋逸文向新泽西高等法院提起了诉讼，起訴其上海四重奏的前队友以及新泽西的一所大学，蒋逸文声称他在社交媒体上发表的言论被人故意歪曲。